# Inarzo
Inarzo (lombardul: Inarz) település Olaszországban, Varese megyében. Lakosainak száma 1064 fő (2023. január 1.). Inarzo Bodio Lomnago, Cazzago Brabbia, Ternate, Biandronno, Casale Litta és Varano Borghi községekkel határos.

## Népesség
A település népességének változása:
| Lakosok száma | 1080 | 1078 | 1064 |
|               | 2017 | 2018 | 2023 |